# 天桥土家族苗族乡
天桥土家族苗族乡是中华人民共和国贵州省铜仁市思南县下辖的一个民族乡。

## 行政区划
天桥土家族苗族乡下辖以下村级行政区划单位：
天桥社区、国庆村、牛毛坝村、黄河村、黎明村、南山村、梅子堡村、楼房坡村、鞍山村、三溪村、甘溪村、湾里村和梧桐村。